# Raimana Li Fung Kuee
Raimana John Li Fung Kuee (en chino: 赖马纳·李逢贵, 10 de abril de 1985) es un futbolista francopolinesio de ascendencia china que juega como mediocampista o delantero en el AS Pirae.

## Carrera
En 2006 comenzó a jugar en el AS Dragon. En 2014 dejaría el club para firmar con el AS Pirae.

## Trayectoria
| Club      | País               | Año             |
| --------- | ------------------ | --------------- |
| AS Dragon | Polinesia Francesa | 2006 - 2014     |
| AS Pirae  | Polinesia Francesa | 2014 - Presente |

## Selección nacional
Jugó la Copa Mundial de Fútbol Playa de la FIFA 2011 representando a Tahití, donde disputó 3 partidos. Además, jugó dos encuentros para la selección de fútbol.

### Goles internacionales
| No | Date                     | Venue                                                | Opponent        | Score | Result | Competition               |
| -- | ------------------------ | ---------------------------------------------------- | --------------- | ----- | ------ | ------------------------- |
| 1. | 23 de septiembre de 2010 | Parque Deportivo Maisons Rouges, París, Francia      | Martinica       | 1–0   | 1–4    | Coupe de l'Outre-Mer 2010 |
| 2  | 24 de marzo de 2018      | Estadio Pater Te Hono Nui, Pirae, Polinesia Francesa | Nueva Caledonia | 1–0   | 4–3    | Amistoso                  |